# وزارة المالية والاقتصاد (بروناي)
وزارة المالية والاقتصاد (بالملايوية: Kementerian Kewangan dan Ekonomi)‏ هي وزارة على مستوى مجلس الوزراء في حكومة بروناي وهي مسؤولة عن السياسات النقدية والمالية والاقتصادية والتنمية في البلاد. وقد تأسست فور استقلال بروناي في 1 يناير 1984.
يرأسها حاليًا السُّلطان حسن البلقية بنفسه، سلطان بروناي، بالإضافة إلى وزير ثان ونائبي وزير.

## الميزانية
وفي السنة المالية 2022-2023، خصصت للوزارة ميزانية قدرها مليار دولار بليزي، بزيادة قدرها ثمانية بالمائة عن العام السابق.

## قائمة الوزراء

### الوزير الأول
| تسلسل | الاسم | وزير        | بداية المدة    | نهاية المدة    | الوقت في المكتب    | المرجع.     |
| ----- | ----- | ----------- | -------------- | -------------- | ------------------ | ----------- |
| 1     |       | حسن البلقية | 1 يناير 1984   | 21 أكتوبر 1986 | 2 سنوات و293 أيام  | [ 3 ]       |
| 2     |       | جفري بلقية  | 21 أكتوبر 1986 | 23 فبراير 1997 | 10 سنوات و125 أيام | [ 3 ]       |
| (1)   |       | حسن البلقية | 23 فبراير 1997 | حاليًا          | 28 سنوات و26 أيام  | [ 3 ] [ 4 ] |

### الوزير الثاني
| تسلسل | الاسم | وزير               | بداية المدة   | نهاية المدة   | الوقت في المكتب    | المرجع. |
| ----- | ----- | ------------------ | ------------- | ------------- | ------------------ | ------- |
| 1     |       | عبد الرحمن ابراهيم | 24 مايو 2005  | 30 يناير 2018 | 12 سنوات و251 أيام | [ 5 ]   |
| 2     |       | أمين ليو عبد الله  | 30 يناير 2018 | حاليًا         | 7 سنوات و50 أيام   | [ 5 ]   |

## أنظر أيضا
- سلطنة نقد بروناي دار السلام

## روابط خارجية
- الموقع الرسمي